# Ferdinand Maxmilián Brokoff

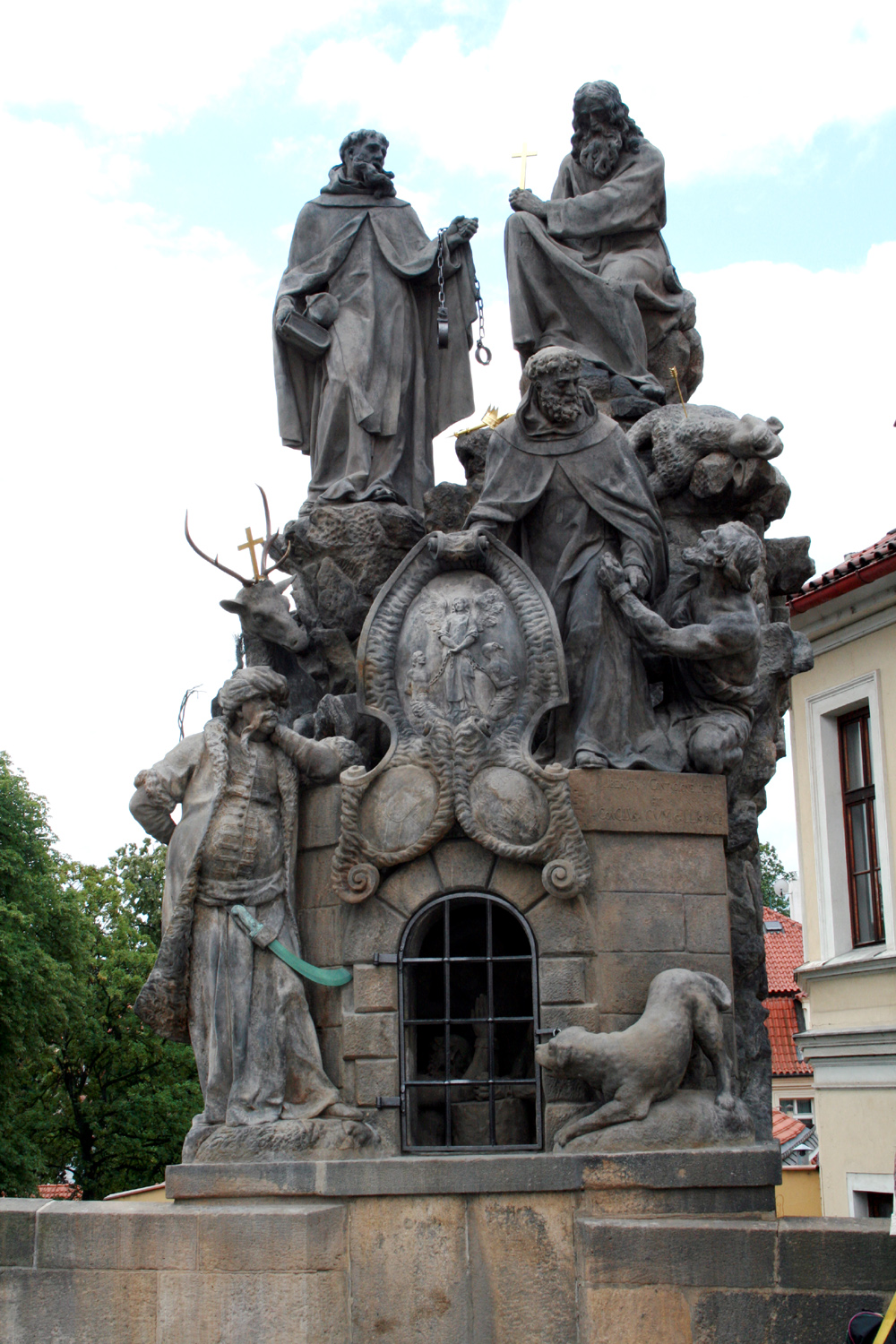
San Juan de Mata y Félix de Valois. Puente de Carlos.

Ferdinand Maxmilián Brokoff (Cerveny Hradek, 12 de septiembre de 1688 – Praga, 8 de marzo de 1731) fue un escultor checo del periodo barroco.
Hijo del escultor Jan Brokoff y hermano del también escultor Michael Brokoff, se formó en el taller de su padre con el que colaboró en la ejecución de las esculturas del puente de Carlos en Praga. A él se deben entre otros los grupos escultóricos de San Francisco Javier o San Francisco Borgia.
Hacia el año 1714 empezó a colaborar con el arquitecto Fischer von Erlach en la iglesia de San Carlos Borromeo en Viena. Sus trabajos se extienden hasta Breslavia (Polonia), donde se ocupó de la decoración escultórica de la Capilla del Elector en la catedral. 
Enfermo de tuberculosis, volvió a Praga donde fue delegando en los miembros de su taller la ejecución de sus últimas obras.